# Anna Todd
Pour les articles homonymes, voir Todd.
Anna Renee Todd, née le 20 mars 1989 à Dayton en Ohio, est une romancière et scénariste américaine connue pour sa suite romanesque After, adaptée en un premier film en 2019.

## Biographie
Anna Todd grandit à Dayton dans l'Ohio. Son enfance n'est pas très heureuse. Elle naît dans une famille difficile : son père biologique est poignardé par sa petite amie quand Anna a à peine un an, et sa mère se drogue. La lecture devient pour la jeune fille un moyen d'échapper à sa vie familiale tourmentée. Son histoire personnelle inspire ses romans où « Les parents sont toujours horribles et mes héros s'en sortent ».
Elle se marie à 18 ans à un militaire, Jordan.  « J'aspirais à autre chose pour ma propre vie que de devenir femme au foyer », déclara-t-elle. Elle se met alors à écrire entre ses petits boulots de maquilleuse et serveuse pour surmonter l'ennui des bases militaires. Anna s'était inscrite à l'université, mais elle a quitté les études avant d'avoir obtenu son diplôme.
Le couple en 2011 a un enfant, Asher. Il naît autiste. Asher est une source d'inspiration pour l'écriture de ses livres. Aujourd'hui la famille habite à Los Angeles, Californie, puisque Jordan Todd a terminé sa carrière militaire.

## Carrière
Au début de 2013, Anna commence à écrire sur la plateforme Wattpad,. À l'origine, elle imagine une fanfiction avec comme personnage principal le chanteur du groupe One Direction, Harry Styles. Elle ne se considère pas vraiment une écrivaine, mais plutôt comme « […] une conteuse d'histoires hyperconnectées », dit-elle. Elle change par la suite la fanfiction en modifiant le prénom des personnages quand l'histoire est publiée.
L'histoire After, tapée sur un smartphone — qu'elle ne lâche jamais —, connaît un grand succès et, repérée par la maison d'édition américaine Simon & Schuster, aura droit à une édition papier en quatre livres, cinq pour la version française. En France, la publication est réalisée par la maison d'édition Hugo & Cie  dans la catégorie New Romance et au Québec par Les Éditions de l'Homme. Les droits de l’œuvre, pour une adaptation cinématographique, sont achetés par Paramount Pictures.
En 2014 elle est nommée « le plus grand phénomène littéraire de sa génération » par la revue américaine Cosmopolitan.
En octobre 2015, il est officiellement annoncé que les producteurs produiront l'adaptation cinématographique de After avec comme acteurs principaux Hero Fiennes-Tiffin et Josephine Langford. La sortie est annoncée pour avril 2019 aux États-Unis et en France.
En 2018, elle écrit une adaptation des Quatre Filles du Docteur March, car elle aime beaucoup les romans classiques depuis son adolescence. Elle a trouvé cela amusant, « reprendre la base d’une histoire et lui donner ma propre touche. » Elle s'identifie à chacune des sœurs du roman. Son adaptation de l’œuvre est une adaptation féministe elle-même le dit : « pour moi, le féminisme c’est le fait de donner aux femmes le choix de faire ce qui leur plaît dans leur vie et l’opportunité de prendre leurs décisions toutes seules ».
Son succès inspire la nouvelle génération d'écrivains non diplômés en Amérique et dans le monde entier. Elle prouve qu'il n'est pas toujours nécessaire de se démarquer au niveau scolaire pour réaliser ses rêves. Son conseil pour ce qui concerne l'écriture est « écrivez juste ce qui vous vient […]. Je ne corrige jamais et relis à peine mon chapitre avant de le poster car je pense que sur-éditer peut ruiner l'histoire entière ».
La sortie de l'adaptation des romans de la série After en bandes dessinées avec Wattpad Webtoon est prévue en mars 2022. Le deuxième chapitre de la série sera publié en automne de la même année et 5 volumes supplémentaires le suivront.

## Œuvres

### SérieAfter
1. After : Saison 1, Hugo & Cie, 2015 ((en) After, 2014)
2. After : Saison 2, Hugo & Cie, 2015 ((en) After We Collided, 2014)
3. After : Saison 3, Hugo & Cie, 2015 ((en) After We Fell, 2014)
4. After : Saison 4, Hugo & Cie, 2015 ((en) After We Rise, 2014)
5. After : Saison 5, Hugo & Cie, 2015 ((en) After Ever Happy, 2015)

#### SérieBefore
- (en) Before, 2015
  1. Before : Saison 1, Hugo & Cie, 2016
  2. Before : Saison 2, Hugo & Cie, 2016

#### SérieNothing more
1. Landon, Hugo & Cie, 2016 ((en) Nothing More, 2016)
2. Between, Hugo & Cie, 2016 ((en) Nothing Less, 2016)

### SérieStars
1. Nos étoiles perdues, Hugo & Cie, 2018 ((en) The Brightest Stars, 2018)Histoire d'amour entre Karina et Kael, inspirée de l'histoire d'Anna et de son mari[14]
Réédition dans une version remaniée sous le titre The Falling, 2022
2. Nos étoiles manquée, Hugo & Cie, 2020 ((en) The Darkest Moon, 2020)Réédition dans une version remaniée sous le titre The Burning, 2023
3. Nos étoiles retrouvées, Hugo & Cie, 2025 ((en) The Infinite Light of Dust, 2024)À paraître en 2025

### Spring Girls
- Spring Girls, Hugo & Cie, 2017 ((en) The Spring Girls, 2018) , une revisite Les Quatre Filles du docteur March de Louisa May Alcott (publié en deux volumes 1868-1869)

### Autres
- Imagines, Hugo & Cie, 2016 ((en) Imagines, 2016)Anthologie de 34 nouvelles écrites par divers auteurs de Wattpad

## Filmographie
Sauf indication contraire, les informations mentionnées dans cette section peuvent être confirmées par la base de données cinématographiques IMDb,  présente dans la section « Liens externes ».
- 2019 : After : Chapitre 1 (After) de Jenny Gage (productrice, caméo)
- 2019 : After : Chapitre 2 (After We Collided) de Roger Kumble (productrice, scénariste)
- 2025 : Regretting You de Josh Boone (productrice)
- 2026 : Shiver de Claire McCarthy (productrice)